# Eutichurus
Eutichurus és un gènere d'aranyes araneomorfes de la família dels euticúrids (Eutichuridae). Fou descrit per primera vegada l'any 1897 per Simon.
Hi ha 26 espècies que s'han trobat a Amèrica del Sud, 3 a Amèrica Central (Panamà, Costa Rica) i 2 espècies a l'Índia.

## Taxonomia
Segons el World Spider Catalog, versió 19.0 del 21 de febrer de 2018, existeixen 31 espècies, 4 sinonímies i 2 espècies nomen dubium:
- Eutichurus abiseo Bonaldo, 1994
- Eutichurus arnoi Bonaldo, 1994
- Eutichurus chingliputensis Majumder & Tikader, 1991
- Eutichurus cumbia Bonaldo & Ramírez, 2018
- Eutichurus cuzco Bonaldo, 1994
- Eutichurus ferox Simon, 1897
- Eutichurus furcifer Kraus, 1955
- Eutichurus ibiuna Bonaldo, 1994
- Eutichurus itamaraju Bonaldo, 1994
- Eutichurus keyserlingi Simon, 1897
- Eutichurus lizeri Mello-Leitão, 1938
- Eutichurus luridus Simon, 1897
- Eutichurus madre Bonaldo, 1994
- Eutichurus manu Bonaldo, 1994
- Eutichurus marquesae Bonaldo, 1994
- Eutichurus murgai Bonaldo & Lise, 2018
- Eutichurus nancyae Bonaldo & Saturnino, 2018
- Eutichurus pallatanga Bonaldo, 1994
- Eutichurus paredesi Bonaldo & Saturnino, 2018
- Eutichurus putus O. Pickard-Cambridge, 1898
- Eutichurus ravidus Simon, 1897
- Eutichurus saylapampa Bonaldo, 1994
- Eutichurus sigillatus Chickering, 1937
- Eutichurus silvae Bonaldo, 1994
- Eutichurus tequendama * Bonaldo & Lise, 2018
- Eutichurus tezpurensis Biswas, 1991
- Eutichurus tropicus (L. Koch, 1866)
- Eutichurus valderramai Bonaldo, 1994
- Eutichurus yalen Bonaldo, 1994
- Eutichurus yungas Bonaldo & Ramírez, 2018
- Eutichurus zarate Bonaldo, 1994

### Sinonímies
- Eutichurus birabeni Mello-Leitão, 1941 = Eutichurus lizeri Mello-Leitão, 1938 (Bonaldo, 1994: 117).
- Eutichurus brescoviti Bonaldo, 1994 = Eutichurus tropicus (L. Koch, 1866) (Bonaldo et al., 2018: 344).
- Eutichurus ecuadorensis Schmidt, 1971 = Eutichurus putus O. Pickard-Cambridge, 1898 (Bonaldo, 1994: 133).
- Eutichurus pallidus (Mello-Leitão, 1943, Traslladat des de Philisca) = Eutichurus ravidus Simon, 1897 (Bonaldo, 1994: 125).

### Nomina dubia
- Eutichurus nigropilosus Mello-Leitão, 1941b: 286, f. 14 (m, Colombia) -- Bonaldo, 1994: 108.
- Eutichurus paucalensis (Keyserling, 1879: 332, pl. 4, f. 27, f, Peru, originalment a Cheiracanthium, Traslladat aquí per Simon, 1897a: 84) -- Bonaldo, 1994: 108.